# Jacob Elordi
Jacob Nathaniel Elordi, född 26 juni 1997 i Brisbane, är en australisk skådespelare.
Elordi har bland annat medverkat i TV-serien Euphoria (2019–2022). Han har även medverkat i filmerna The Kissing Booth, The Kissing Booth 2 och The Kissing Booth 3.

## Filmografi (i urval)
- 2018: The Kissing Booth
- 2019–2022: Euphoria
- 2020: The Kissing Booth 2
- 2021: The Kissing Booth 3
- 2023 – Priscilla
- 2023 – Saltburn
- 2025 – Frankenstein
- 2026 – Wuthering Heights